# Sfida nell'ultima valanga
Sfida nell'ultima valanga (Extreme Ops) è un film del 2002 diretto da Christian Duguay.

## Trama
Nelle Alpi austriache, una troupe cinematografica cerca di girare uno spot televisivo che mostrerà degli sciatori che scendono da una montagna con una valanga alle spalle. Tuttavia, si metteranno nei guai con un criminale che si nasconde nel posto.

## Accoglienza
Il film ha ricevuto recensioni estremamente negative da parte della critica. Il film detiene una valutazione del 7% su Rotten Tomatoes sulla base di 66 recensioni. Su Metacritic, ha un punteggio di 17 su 100 basato sulle recensioni di 14 critici, indicando "un'antipatia travolgente".